# Haltenbank
Koordinaten: 64° 45′ N, 8° 55′ O
Die Haltenbank (norwegisch Haltenbanken) ist eine große unter dem Meeresspiegel liegende Sandbank vor der Westküste Norwegens.

## Geographie

### Lage
Die Haltenbank befindet sich ca. 100 Kilometer vor der Westküste Norwegens.

### Ausdehnung
Die Haltenbank ist ca. 60 Kilometer lang (in Nord-Süd-Richtung) und ca. 30 Kilometer breit (in West-Ost-Richtung). Die Flächenausdehnung beträgt ca. 2.000 Quadratkilometer.

## Wirtschaft
Die Haltenbank gilt als gutes Fischfanggebiet. Fischarten wie z. B. Kabeljau und Scholle halten sich bevorzugt – wegen des etwas wärmeren Wassers – in den flachen Wasserzonen auf.
Im Seegebiet der Haldenbank gibt es Öl- und Gasvorkommen.

## Bildergalerie

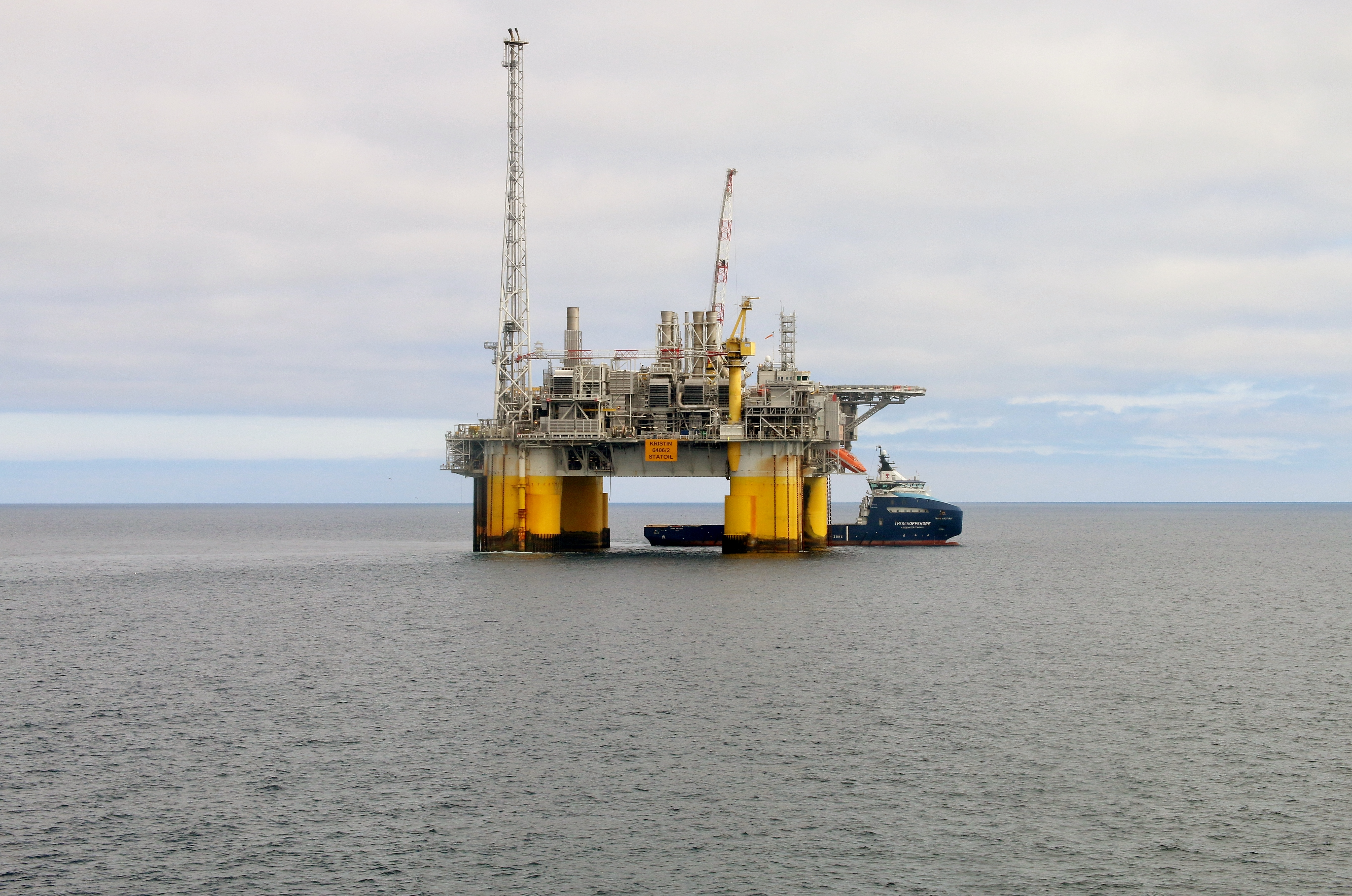
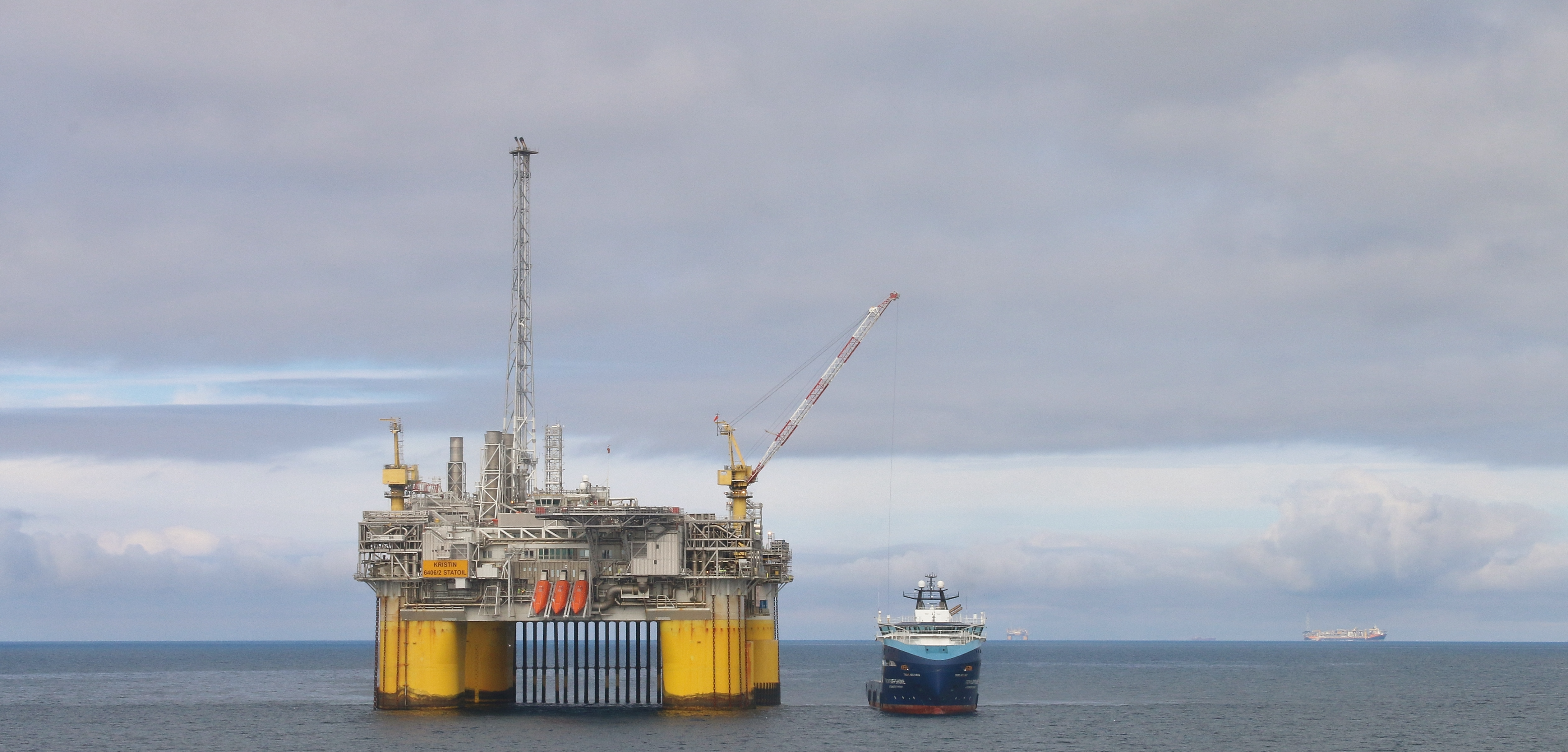
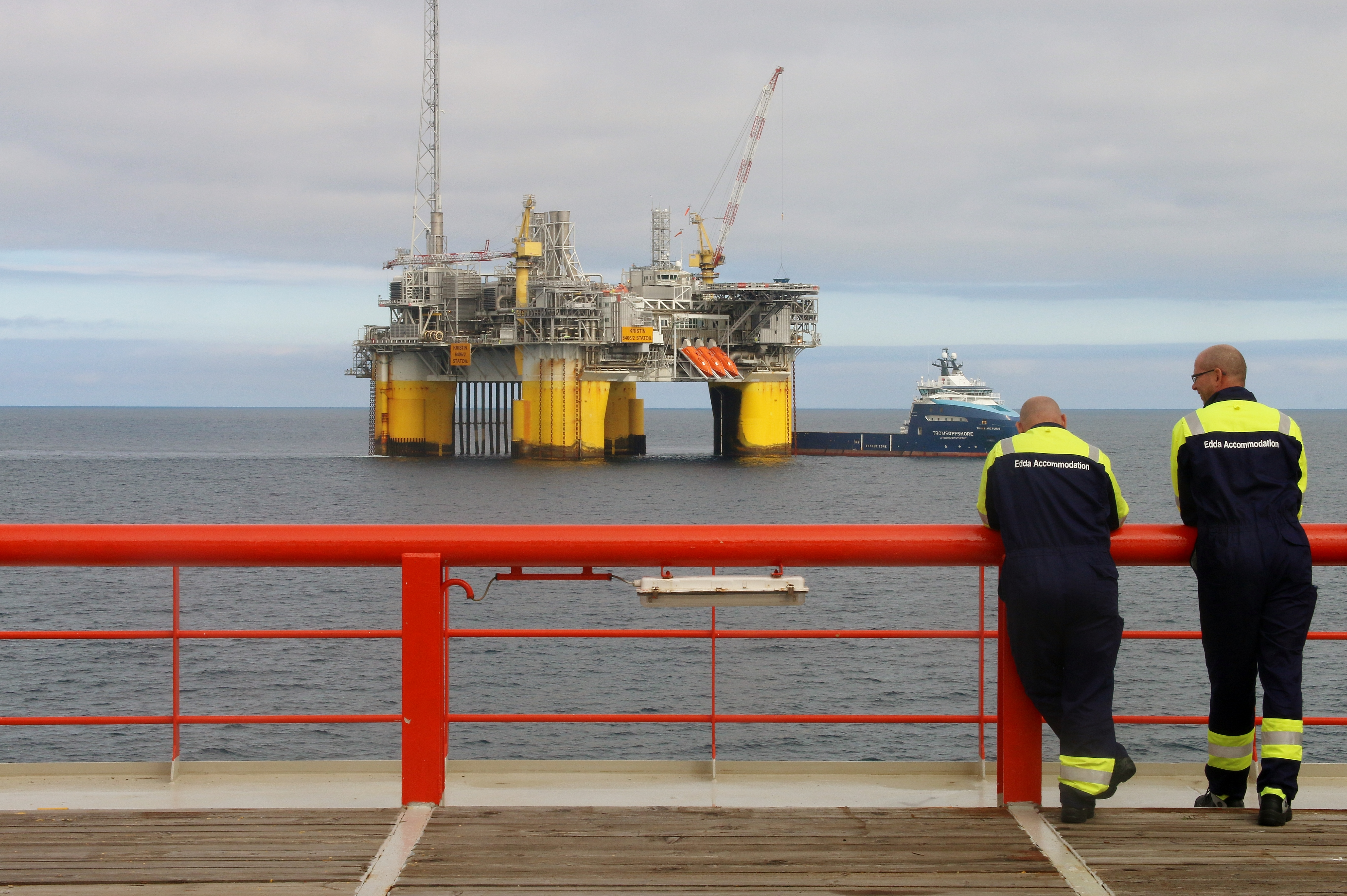